# Karen Darke
Karen Darke (25 de junio de 1971; Halifax, Yorkshire ) es una ciclista, paratriatleta, aventurera y autora paralímpica británica. Compitió en los Juegos Paralímpicos de Londres 2012 ganando una medalla de plata en la contrarreloj femenina H1-2.

## Biografía
Está paralizada desde el pecho hacia abajo luego de un accidente, a los 21 años, mientras subía un acantilado. En 2006, participó en una expedición que cruzó la capa de hielo de Groenlandia mientras estaba sentada en esquís usando sus brazos y bastones para cubrir el cruce de 372 millas. También ha escalado el Mont Blanc, Matterhorn y El Capitán y ha hecho un ciclo a mano, esquiado y nadó a lo largo de Japón.  

## Carrera
En 2009, fue ganadora de la medalla de bronce en la Copa Mundial de Paraciclismo, después de lo cual, en 2010, se convirtió en miembro del equipo británico de Paraciclismo. Ha ganado dos medallas de plata en la carrera de mujeres H2 y eventos de contrarreloj en la Copa Mundial de Para-Ciclismo 2011 que tuvo lugar en Sídney.
En los Juegos Paralímpicos de Verano de 2012, el 5 de septiembre, ganó una medalla de plata en la contrarreloj femenina H1–2, terminando en segundo lugar después de Marianna Davis en un tiempo de 33: 16.09. En la competencia femenina H1-3, el 7 de septiembre, terminó cuarta. Después de cruzar la línea de llegada tomada de la mano con su compañera de equipo Rachel Morris, ambas en un tiempo de 1:43:08, Morris recibió la medalla de bronce.
En octubre de 2012, compitió en su primer Campeonato Mundial de Paratriatlón ITU. Ganó la medalla de oro en su clasificación TRI-1.
En 2014, se llevó una medalla de plata en el Campeonato Mundial de ciclismo en ruta UCI en Carolina del Sur en la contrarreloj H3, y luego obtuvo el bronce en la carrera de carretera H3.
El 14 de septiembre de 2016, ganó la medalla de oro en la contrarreloj femenina H1-3 en los Juegos Paralímpicos de Río en un tiempo de 33:44:93.
Darke fue nombrada miembro de la Orden del Imperio Británico (MBE) en los honores de año nuevo 2017 por sus servicios al deporte.

## Vida personal
Se graduó de la Universidad de Leeds en 1992 con un título en Química y Ciencias Geológicas. Tiene un doctorado en geología de la Universidad de Aberdeen que obtuvo en 1996 y una maestría de la Universidad de Cumbria en capacitación para el desarrollo y diplomas en entrenamiento de rendimiento y medicina tradicional china.
En 2017 recibió un título honorario de la Universidad Abertay en Dundee.

## Libros
Ha escrito tres libros: 
- If You Fall (2006)
- Boundless (2012)
- Quest 79: Find your inner gold (2017)